# Żeromin (województwo wielkopolskie)
Żeromin – wieś w Polsce, w województwie wielkopolskim, w powiecie kolskim, w gminie Osiek Mały.
W latach 1975–1998 miejscowość administracyjnie należała do województwa konińskiego.